# French Kiss 1986
Frenck Kiss 1986 est une histoire indépendante de l'autrice Axelle Lenoir, et sa bande dessinée dont elle est le plus fière.
À l'occasion du 40e Festival d'Angoulème, le Conseil Général des Jeunes de Charente a décidé de lui attribuer le "Coup de cœur du jury".

## Description

### Synopsis
Les enfants Lucas et Leïa demandent à leurs parents de leur raconter comment ils se sont rencontrés. Pour cela, Étienne, leur papa, leur raconte l'été 1986, alors qu'il est amoureux de la petite Marie, tandis qu'une terrible guerre fait rage entre son clan de pirate et celui de son ennemie mortelle, la Grande Rousse…

### Clins d'œil
Dans son livre, Michel Falardeau s'est amusé à glisser de nombreuses références :
- la couverture du chapitre 1 est inspirée de l'affiche du film Les Goonies[3];
- celle du chapitre 4 est inspirée de l'affiche du film Star Wars, épisode VI : Le Retour du Jedi[4];
- dans l'épilogue, le héros et ses amis jouent à un jeu vidéo : on reconnaît à la manette (typique de la Nintendo 64) et aux interjections des gamers (« falicities », « Oddjob »,…) le mythique jeu GoldenEye 007.

## Publication
- 2012 : French Kiss 1986 (Glénat)